# División de Honor femenina de balonmano
La División de Honor femenina de balonmano conocida por motivos de patrocinio Liga Guerreras Iberdrola es la competición para clubes femeninos de balonmano más importante de la Liga española de balonmano femenino. Se celebra desde la temporada 1952-53, aunque no se disputó entre 1956 y 1960. Hasta la temporada 1982-83 la máxima categoría se denominaba Primera División. Desde aquella temporada se denomina División de Honor, aunque durante varios años también se la conocía como Liga ABF.

## Historial
Historial de la máxima categoría del balonmano femenino español, incluidas las temporadas en que se denominó Primera División y las que ya se denominó División de Honor.
| Temporada                  | Campeonas                             | Subcampeonas                 |
| -------------------------- | ------------------------------------- | ---------------------------- |
| 1952-53                    | Sección Femenina de Madrid            |                              |
| 1953-54                    | Sección Femenina de Madrid            |                              |
| 1954-55                    | Sección Femenina de Madrid            |                              |
| 1955-60                    | no se disputó                         |                              |
| 1960-61                    | Sección Femenina de Barcelona         |                              |
| 1961-62                    | Sociedad Hípica La Coruña             |                              |
| 1962-63                    | Medina Barcelona                      |                              |
| 1963-64                    | Picadero Jockey Club                  |                              |
| 1964-65                    | Picadero Jockey Club                  |                              |
| 1965-66                    | Picadero Jockey Club                  |                              |
| 1966-67                    | Picadero Jockey Club                  |                              |
| 1967-68                    | Medina Valencia                       |                              |
| 1968-69                    | Medina Valencia                       |                              |
| 1969-70                    | Picadero Jockey Club                  |                              |
| 1970-71                    | Atlético de Madrid                    |                              |
| 1971-72                    | Atlético de Madrid                    |                              |
| 1972-73                    | Medina Guipúzcoa                      |                              |
| 1973-74                    | Medina Valencia                       |                              |
| 1974-75                    | Medina Guipúzcoa                      |                              |
| 1975-76                    | Atlético de Madrid                    |                              |
| 1976-77                    | Atlético de Madrid                    |                              |
| 1977-78                    | Atlético de Madrid                    |                              |
| 1978-79                    | Medina-Íber Valencia                  |                              |
| 1979-80                    | Medina-Íber Valencia                  |                              |
| 1980-81                    | C. BM Íber Valencia                   |                              |
| 1981-82                    | C. BM Íber Valencia                   |                              |
| 1982-83                    | C. BM Íber Valencia                   |                              |
| División de Honor femenina |                                       |                              |
| 1983-84                    | C. BM Íber Valencia                   |                              |
| 1984-85                    | C. BM Íber Valencia                   |                              |
| 1985-86                    | C. BM Íber Valencia                   |                              |
| 1986-87                    | C. BM Íber Valencia                   |                              |
| 1987-88                    | C. BM Íber Valencia                   |                              |
| 1988-89                    | C. BM Íber Valencia                   |                              |
| 1989-90                    | C. BM Íber Valencia                   |                              |
| 1990-91                    | C. BM Íber Valencia                   |                              |
| 1991-92                    | C. BM Íber Valencia                   |                              |
| 1992-93                    | C. BM Valencia                        |                              |
| 1993-94                    | C. BM Valencia                        |                              |
| 1994-95                    | C. BM Mar Valencia-El Osito L'Eliana  |                              |
| 1995-96                    | C. BM Mar Valencia-El Osito L'Eliana  |                              |
| 1996-97                    | C. BM Mar Valencia-El Osito L'Eliana  |                              |
| 1997-98                    | Mar El Osito L'Eliana                 | El Ferrobús Mislata          |
| 1998-99                    | Alsa Elda Prestigio                   | Milar L'Eliana               |
| 1999-00                    | C. BM Mar Valencia-El Osito L'Eliana  |                              |
| 2000-01                    | C. BM Mar Valencia-El Osito L'Eliana  |                              |
| 2001-02                    | C. BM Mar Valencia-El Osito L'Eliana  |                              |
| 2002-03                    | C. BM Elda-Alsa Elda Prestigio        |                              |
| 2003-04                    | C. BM Elda-Alsa Elda Prestigio        |                              |
| 2004-05                    | Astroc Sagunto-Mar Valencia           |                              |
| 2005-06                    | Cementos La Unión Ribarroja (1.º)     |                              |
| 2006-07                    | Cementos La Unión Ribarroja (2.º)     | Astroc Sagunto               |
| 2007-08                    | C. BM Orsan Elda Prestigio (4.º)      | Itxako Navarra               |
| 2008-09                    | Itxako Reyno de Navarra (1.º)         | Parc Sagunt                  |
| 2009-10                    | Itxako Reyno de Navarra (2.º)         | Prosolia SIID Elda Prestigio |
| 2010-11                    | Itxako Reyno de Navarra (3.º)         | Elda Prestigio               |
| 2011-12                    | Grupo ASFI Itxako Navarra (4.º)       | Bera Bera                    |
| 2012-13                    | Bera Bera (1.º)                       | Elche Mustang                |
| 2013-14                    | Bera Bera (2.º)                       | Rocasa ACE Gran Canaria      |
| 2014-15                    | Balonmano Bera Bera (3.º)             | Rocasa Gran Canaria ACE      |
| 2015-16                    | Balonmano Bera Bera (4.º)             | Rocasa Gran Canaria ACE      |
| 2016-17                    | Club Balonmano Atlético Guardés (1.º) | Super Amara Bera Bera        |
| 2017-18                    | Super Amara Bera Bera (5.º)           | Mecalia Atlético Guardés     |
| 2018-19                    | Rocasa Gran Canaria (1.º)             | Super Amara Bera Bera        |
| 2019-20                    | Super Amara Bera Bera (6.º)           | Club Balonmano Elche         |
| 2020-21                    | Super Amara Bera Bera (7.º)           | Mecalia Atlético Guardés     |
| 2021-22                    | Super Amara Bera Bera (8.º)           | Costa del Sol Málaga         |
| 2022-23                    | Costa del Sol Málaga (1.º)            | atticgo Balonmano Elche      |
| 2023-24                    | Super Amara Bera Bera (9.º)           | atticgo Balonmano Elche      |
| 2024-25                    | Super Amara Bera Bera (10.º)          | atticgo Balonmano Elche      |

## Palmarés
| Títulos | Comunidad                          | Equipo                                       |
| ------- | ---------------------------------- | -------------------------------------------- |
| 27      | Bandera de la Comunidad Valenciana | BM Mar Valencia                              |
| 10      | Bandera del País Vasco             | Balonmano Bera Bera                          |
| 5       | Bandera de Cataluña                | Picadero Jockey Club                         |
| 5       | Bandera de la Comunidad de Madrid  | Atlético de Madrid                           |
| 4       | Bandera de la Comunidad Valenciana | BM Elda Prestigio                            |
| 4       | Bandera de Navarra                 | S.D. Itxako                                  |
| 3       | Bandera de la Comunidad de Madrid  | Sección Femenina de Madrid                   |
| 2       | Bandera del País Vasco             | Medina Guipúzcoa                             |
| 2       | Bandera de la Comunidad Valenciana | Club Balonmano Amadeo Tortajada              |
| 1       | Bandera de Cataluña                | Sección Femenina de Barcelona                |
| 1       | Bandera de Galicia                 | Sociedad Hípica La Coruña                    |
| 1       | Bandera de Cataluña                | Medina Barcelona                             |
| 1       | Bandera de Galicia                 | Club Balonmano Atlético Guardés              |
| 1       | Bandera de Canarias                | Rocasa Gran Canaria                          |
| 1       | Bandera de Andalucía               | Club Balonmano Femenino Málaga Costa del Sol |

## Máximas goleadoras
| Temporada | Jugadora               | País                 | Goles | Equipo                       |
| --------- | ---------------------- | -------------------- | ----- | ---------------------------- |
| 1983-84   | Fernanda Suárez        | Bandera de España    | 128   | INEF                         |
| 1990-91   | Montserrat Puche       | Bandera de España    | 180   | Topcon AD. Getafe            |
| 1991-92   | Ekatere Sergeeva       | Bandera de Rusia     | 196   | Corteblanco Bidebieta        |
| 1995-96   | Rossitza Bakardieva    | Bandera de Bulgaria  | 233   | Caja Cantabria Clubasa       |
| 2002-03   | Anna Ejsmont           | Bandera de Polonia   | 209   | Ferrobús KU Mislata          |
| 2005-06   | Gemma Luján            | Bandera de España    | 243   | Club Balonmano Mar Alicante  |
| 2010-11   | Patricia Alonso        | Bandera de España    | 175   | Elda Prestigio               |
| 2011-12   | Lara González          | Bandera de España    | 228   | Club Balonmano Elche         |
| 2014-15   | Raquel Caño            | Bandera de España    | 191   | Cleba León BM                |
| 2015-16   | Raquel Caño            | Bandera de España    | 192   | Carobels ULE Cleba León BM   |
| 2016-17   | Silvia Arderius        | Bandera de España    | 198   | Aula Valladolid              |
| 2017-18   | María Prieto O'Mullony | Bandera de España    | 228   | Aula Alimentos de Valladolid |
| 2018-19   | Judith Vizuete         | Bandera de España    | 179   | KH-7 BM Granollers           |
| 2019-20   | Jennifer Gutiérrez     | Bandera de España    | 131   | Club Balonmano Elche         |
| 2020-21 + | Aida Palicio           | Bandera de España    | 134   | Liberbank Gijón              |
| 2021-22   | Ona Vegue i Pena       | Bandera de España    | 154   | KH-7 BM Granollers           |
| 2022-23   | Micaela Casasola       | Bandera de Argentina | 144   | Balonmano Porriño            |
| 2023-24   | María Prieto O'Mullony | Bandera de España    | 130   | Caja Rural Aula Valladolid   |
| 2024-25   | Martina Capdevila      | Bandera de España    | 177   | KH-7 Bm. Granollers          |

### Máximas goleadoras en un solo partido
Con sólo histórico oficial desde 2010, estas son las máximas goleadoras en un solo partido
| P. | Jugadora               | Club           | Goles   | Temporada |
| -- | ---------------------- | -------------- | ------- | --------- |
| 1  | Natalia Morskova*      | Mar Osito      | 19 o 20 | 1996/97   |
| 2  | Davinia López          | Remudas        | 18      | 2014/15   |
| 3  | Yacaira Tejeda         | Adesal Córdoba | 17      | 2013/14   |
| 4  | Natalia Morskova*      | Iber Valencia  | 17      | 1997/98   |
| 5  | Gemma Luján*           | Rocasa         | 17      | 1998/99   |
| 6  | María Prieto O'Mullony | Aula Cultural  | 17      | 2023/24   |

* cifras no oficiales